# Samarsnijdervogel
De samarsnijdervogel (Orthotomus samarensis) is een voor uitsterven gevoelige snijdervogel die endemisch is op de Filipijnse eilanden Bohol, Leyte en Samar.

## Kenmerken
De samarsnijdervogel wordt inclusief staart 12 centimeter en heeft een vleugellengte van 4,5 centimeter. Het is een relatief kleine, opvallende snijdervogel. De mannetjes en vrouwtjes verschillen van elkaar. Het mannetje heeft een zwarte kop en een olijfgroene rug en stuit, waarbij de nek wat feller gekleurd is. De staart en staartdekveren zijn roodachtig bruin. De vleugels zijn bruinachtig zwart en de vleugeldekveren geel, hetgeen een wat gevlekt voorkomen geeft. De kin en de borst zijn wit met een zwarte vlek in het midden. Midden op de borst is de vogel zwart en het onderste gedeelte van de borst is geel. De flanken en de onderzijde van de staartdekveren zijn olijfkleurig geel en de "dijen" roodbruin. Het vrouwtje heeft in tegenstelling tot het mannetje een witte kin, keel en bovenzijde van de borst met een zwarte plek midden op de keel. De bovenzijde van de snavel van de samarsnijdervogel is bruinachtig zwart en de onderzijde rozeachtig bruin. De ogen zijn lichtbruin en de poten geel tot vleeskleurig.

## Leefgebied en verspreiding
De samarsnijdervogel leeft verscholen in de onderbegroeiing van bossen en bosranden van de centraal in de Filipijnen gelegen eilanden Bohol Leyte en Samar. Ook komt deze soort wel voor in de buurt van rivieroevers, bosbeekjes en drooggevallen beddingen.

## Status
De samarsnijdervogel heeft een beperkt verspreidingsgebied en daardoor is de kans op uitsterven aanwezig. De grootte van de populatie is niet vastgesteld. Omdat het leefgebied wordt aangetast door ontbossing, vooral daar waar sprake is van volledige kaalkap, gaat de soort in aantal achteruit. Om deze reden staat deze soort als gevoelig op de Rode Lijst van de IUCN.